# Бондаренко, Павел Иванович
Павел Иванович Бондаре́нко (9 [22] декабря 1917, Екатеринослав, УНР — 15 ноября 1992, Москва) — советский скульптор, педагог, профессор Московского художественного института им. В. И. Сурикова. Академик АХ СССР (1983; член-корреспондент 1975). Народный художник СССР (1978). Лауреат Сталинской премии 1-й степени (1950).

## Биография

### Ранние годы
Родился 9 (22) декабря 1917 года в Екатеринославе (ныне Днепр, Украина). В 1935 году поступил в Днепропетровское художественное училище. В 1937 году Павел переехал в Ленинград и поступил на подготовительное отделение института живописи, скульптуры и архитектуры Всероссийской академии художеств. По итогам обучения был принят в Ленинградский институт живописи, скульптуры и архитектуры имени И. Е. Репина без экзаменов на скульптурное отделение, однако на первом курсе учёба была прервана в связи с началом войны с Финляндией. Вскоре он получил тяжёлое ранение и вернулся в Ленинград, где продолжил обучение в академии у профессора В. А. Синайского.

### Великая Отечественная война
В 1941 году Бондаренко добровольцем уходит на фронт, в звании лейтенанта зачислен в 119-й стрелковый полк 13-й стрелковой дивизии, а в 1942 году его перебрасывают в тыл противника начальником штаба одной из партизанских бригад.

### Послевоенные годы
В декабре 1945 года по ходатайству академии Бондаренко был уволен в запас в звании майора, с отличием закончил обучение и получил высшее художественное образование (преподаватели М. Г. Манизер, В. В. Лишев, В. А. Синайский). Дипломной работой Павла Ивановича была скульптурная фигура Богдана Хмельницкого. В 1949 году совместно с группой молодых скульпторов — М. Бабуриным, Л. Кербелем, Г. Мотовиловым, А. Файдышем-Крандиевским, В. Цигалем, Д. Шварцем и архитектором П. Голубовским под руководством профессора Н. В. Томского, Бондаренко принял участие в создании цикла рельефов на историко-революционные темы. За этот проект участники получили Государственную премию.
С 1970 года — ректор Московского художественного института им. В. И. Сурикова, с 1972 — профессор.
Одной из наиболее известных работ скульптора является памятник Ю. А. Гагарину, изготовленный из титана и установленный летом 1980 года на Ленинском проспекте в Москве.
Большую часть своего времени жил и работал в Москве, а свои редкие отпуска он проводил вместе с семьёй в Тарусе, сильно полюбившейся скульптору ещё в 1950-е годы.
С 1975 года — член-корреспондент Академии художеств СССР, с 1983 — действительный член. Член Союза художников СССР.

### Смерть
Павел Иванович жил в Москве, он умер 15 ноября 1992 года. Похоронен в городе Тарусе, где он часто бывал, на Старом кладбище.

## Награды и звания
- Заслуженный деятель искусств РСФСР (1960);
- Народный художник РСФСР (1965);
- Народный художник СССР (1978);
- Сталинская премия 1-й степени (1950) — за участие в создании барельефов «В. И. Ленин и И. В. Сталин — создатели и руководители Советского государства» (1949);
- Орден Октябрьской Революции (22 августа 1986);
- Орден Трудового Красного Знамени ;
- Орден «Знак Почёта» ;
- Орден Красного Знамени (1944)[4] ;
- Орден Отечественной войны I степени;
- Премия им. Джавахарлала Неру (1974);
- Золотая медаль АХ СССР (1958);
- Медали СССР.

## Известные работы
Произведения П. Бондаренко установлены в нескольких городах, хранятся в Государственной Третьяковской галерее, Государственном Русском музее, других музеях РФ и за рубежом, в их числе:
- Барельефы «В. И. Ленин и И. В. Сталин — основатели и руководители Советского государства» (1949, гипс, в соавторстве)
- Памятник В. И. Ленину в Севастополе (1957, бронза, гранит, в соавторстве)
- Две скульптуры в мемориале Ленина в Ульяновске — Памятник М. А. Ульянова с сыном Володей и Памятник Ленину в торжественном зале Ленинского мемориала (1967—1970, в соавторстве)
- Памятник А. В. Кольцову на Советской площади в Воронеже (1976, гранит)
- Памятник Ю. А. Гагарину на Ленинском проспекте в Москве (1980, сталь, в соавторстве)
- Монумент Славы в Самаре (1971, сталь, в соавторстве)

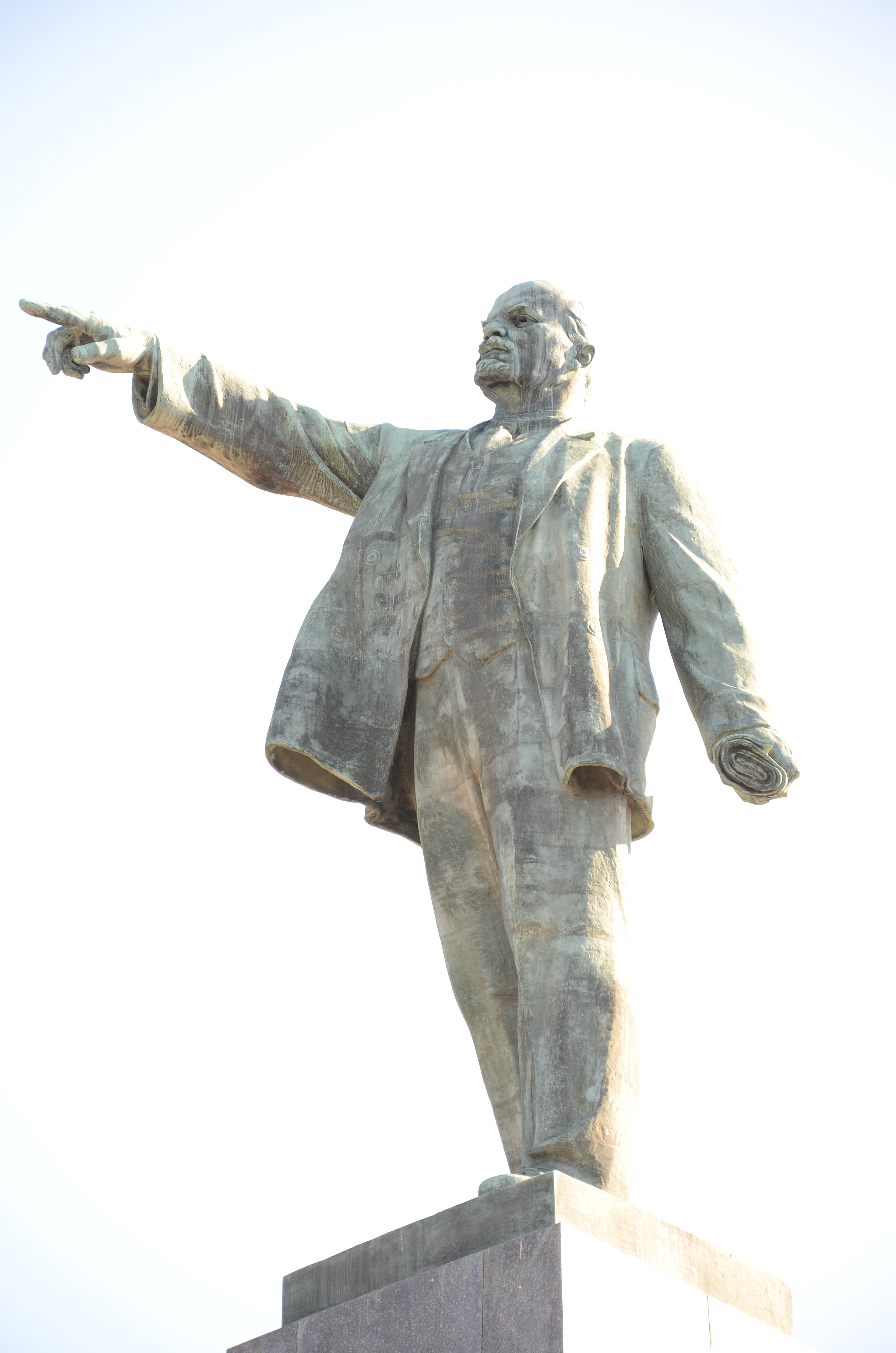
Памятник Ленину, Севастополь
Памятник Ленину в торжественном зале Ленинского мемориала, Ульяновск
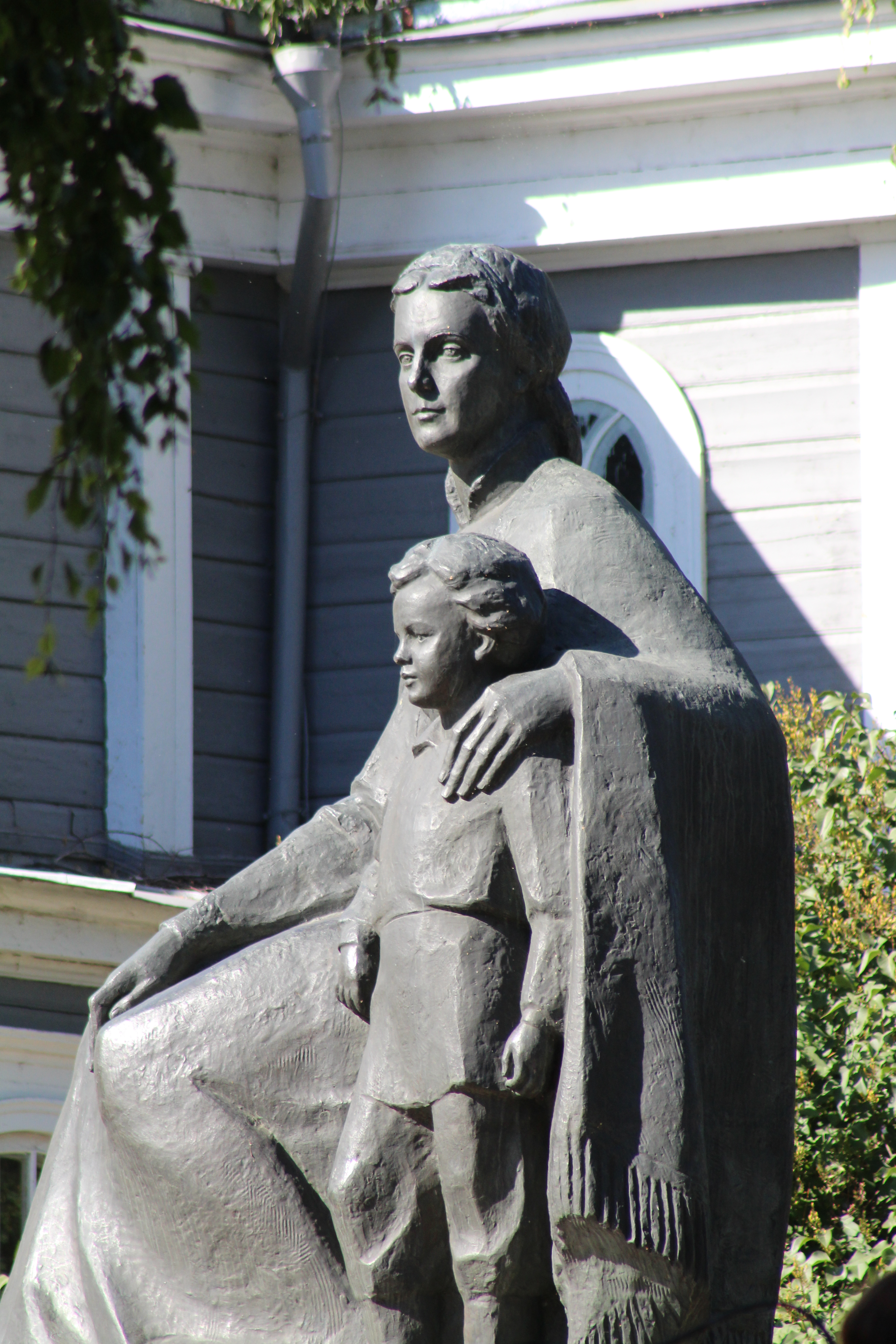
Памятник Марии Ульяновой с сыном, Ульяновск
Памятник Кольцову, Воронеж
Памятник Гагарину, Москва
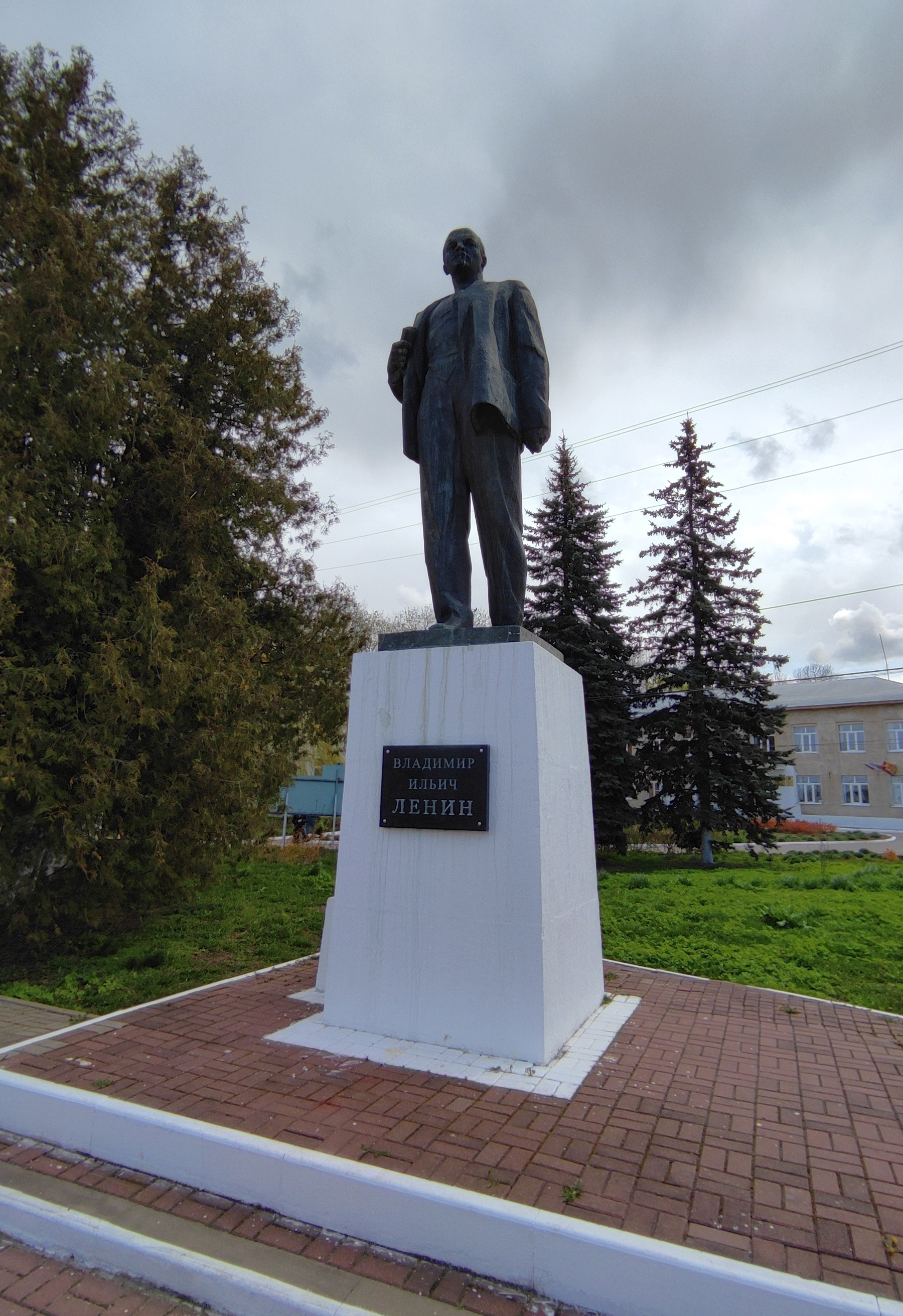
Памятник Ленину, Таруса

## Семья
Первая жена — Татьяна Леонидовна Бондаренко (урожд. Алелекова; 3 января 1918—1989), художник-график, акварелист, иллюстратор; состояла в многолетней переписке с Ариадной Эфрон.

## Память
14 июля 2022 года в Тарусе, в доме № 1 по улице Кирова, где жил и работал скульптор, был открыт Музей-мастерская П. И. Бондаренко.